# 易小玲
易小玲（英語：Yik Siu Ling，1977年12月27日—），為2010年馬尼拉人質事件的生還者之一。

## 個人生涯
易小玲於18歲時來港過活，曾有三段婚姻，及育有四名兒女。
2010年8月23日，在菲律賓旅遊期間，於旅遊巴上被門多薩開槍射中下顎，令下顎骨折，右手兩指折斷。
事後，易小玲在香港本土、赴韓國及台灣經歷一共33次手術。2013年12月27日，其下顎手術重建成功。2014年9月出版自傳《槍口下，感恩我還活著》，其後，她再次進行的20次下顎手術已完全康復，及投身保險界。